# 행맨 (2015년 영화)
《행맨》(Hangman)은 미국에서 제작된 애덤 메이슨 감독의 2015년 공포, 스릴러 영화이다. 제레미 시스토 등이 주연으로 출연하였다. 이 영화는 2015년 3월 14일 SXSW에서 전 세계에 초연되었다. 이 영화는 주문형 비디오(VOD)와 홈 미디어 포맷을 통해 2016년 2월 9일 알케미에 의해 공개되었다.

## 출연

### 주연
- 제레미 시스토
- 케이트 애쉬필드
- 에릭 마이클 콜

### 조연
- 에이미 스마트
- 로스 패트리지
- 에단 해리스-릭스
- 라이언 심킨스
- 타이 심킨스